# Гейтс-авеню (линия Джамейка, Би-эм-ти)
|   |   |   |   |   |
| · | · | · | · | · |

|   |   |   |   |   |
| · | · | · | · | · |

«Гейтс-авеню» (англ. Gates Avenue) — станция Нью-Йоркского метрополитена, расположенная на линии Джамейка, Би-эм-ти. Станция находится в Бруклине, на границе округов Бедфорд — Стайвесант и Бушуик, на пересечении Бродвея с Гейтс-авеню. На станции останавливаются маршруты J (круглосуточно, кроме часов пик в пиковом направлении) и Z (в часы пик в пиковом направлении). Станцию проходит без остановки маршрут J (в часы пик в пиковом направлении).

## История
Станция была открыта 13 мая 1885 года и считается самой старой сохранившейся станцией метро. Она действовала беспрерывно на протяжении 127 лет. Поезда следовали в Манхэттен до Бродвей-Ферри (до открытия соединения с линией Нассо-стрит, Би-эм-ти), а также по линии Лексингтон-авеню, Би-эм-ти, которая далее соединялась с линией Мертл-авеню, Би-эм-ти, на которую есть непосредственное соединение двумя станциями западнее — около станции Мертл-авеню. Первоначально станция была открыта в составе линии Лексингтон-авеню, Би-эм-ти, а после продления линий в июле 1885 года и в июне 1888 года и последующего полного закрытия упомянутой линии станция фактически стала находиться на линии Джамейка, Би-эм-ти, поездами которой обслуживается и по сей день.
Линия Лексингтон-авеню, Би-эм-ти соединялась с нынешней Джамейка, Би-эм-ти к западу от станции, где располагались стрелочные переводы. Соединение было одноуровневым (перекрестным). Линия действовала до Park Row в Манхэттене и была закрыта 13 октября 1950 года в рамках сокращения эстакадных линий в центральной части Бруклина и Манхэттена. Несмотря на то что с момента закрытия линии прошло уже более 60 лет, до сих пор сохранились некоторые следы её существования.

## Описание станции
Станция представлена двумя боковыми платформами, обслуживающими только внешние (локальные) пути трёхпутной линии. Центральный экспресс-путь не используется для регулярного движения поездов. Платформы на станции полностью огорожены высоким бежевым забором, имеется навес. Название станции представлено в стандартном варианте: на черных табличках с белой надписью.
Несмотря на название станции, она уже не имеет выхода на Гейтс-авеню. В настоящее время этот выход существует, но является запасным (аварийным) и закрыт для пассажиров. Он располагается с восточного конца станции. Единственный действующий же выход располагается в западной половине станции. Он представлен лестницами и эстакадным мезонином под платформами. С каждой платформы лестницы спускаются на улицу, минуя непосредственно мезонин. Они лишь соединены с ним на одной из лестничных площадок. На этой площадке располагается полноростовый турникет, работающий только на выход пассажиров, что обеспечивает выход со станции минуя мезонин. Вход осуществляется через мезонин, где располагается турникетный павильон, зал ожидания и переход между платформами. Лестницы приводят в город к перекрестку Бродвея и Куинси-стрит.